# Lago Rukwa
O lago Rukwa é um grande lago endorreico de água salgada localizado no sudoeste da Tanzânia, o quarto maior em área no país. Alcalino, o lago Rukwa fica entre o lago Tanganica e o lago Maláui, a cerca de 793 m de altitude, num vale de rifte que prolonga o lago Maláui e segue a direção sudeste-noroeste, encaixado numa depressão paralela ao vale do Rifte. Quase metade da sua área de cerca de 2600 km2 está integrada na Reserva de Caça de Uwanda.
O lago tem grandes variações de área ao longo do tempo, devido à variação de caudal dos afluentes e à baixa profundidade do próprio lago. Em 2007 tinha cerca de 180 km de comprimento e 32 km de largura média, dando cerca de 5760 km2 de área. Em 1929 tinha apenas 48 km de comprimento, e em 1939 128 km de comprimento por 40 km de largura. O lago poderá ter sido mais elevado e ter ligado os lagos Tanganica e Maláui, pois antigas linhas de costa sugerem uma data de final de extravasagem para o Tanganica de há cerca de 33 milhares de anos.
A parte norte do lago, pouco habitada, está localizada na ecorregião do miombo, com uma grande presença da mosca tsé-tsé, o que explica a baixa propensão para a instalação de aldeias. Por outro lado, a grande presença de Brachystegia, espécie predominante no miombo, com grande potencial nectarífero, permite o desenvolvimento da apicultura tradicional. Além disso, ao longo da costa do lago, as populações cultivam principalmente tabaco para geração de renda e milho para consumo direto. A sul do lago há uma grande área de mineração de ouro, que é feita com técnicas artesanais, e que o governo tanzaniano tenta limitar devido aos sérios danos que causa em termos de erosão e danos às poucas estradas na região.
O primeiro explorador ocidental a vê-lo terá sido John Hanning Speke, em 1858.

## Galeria

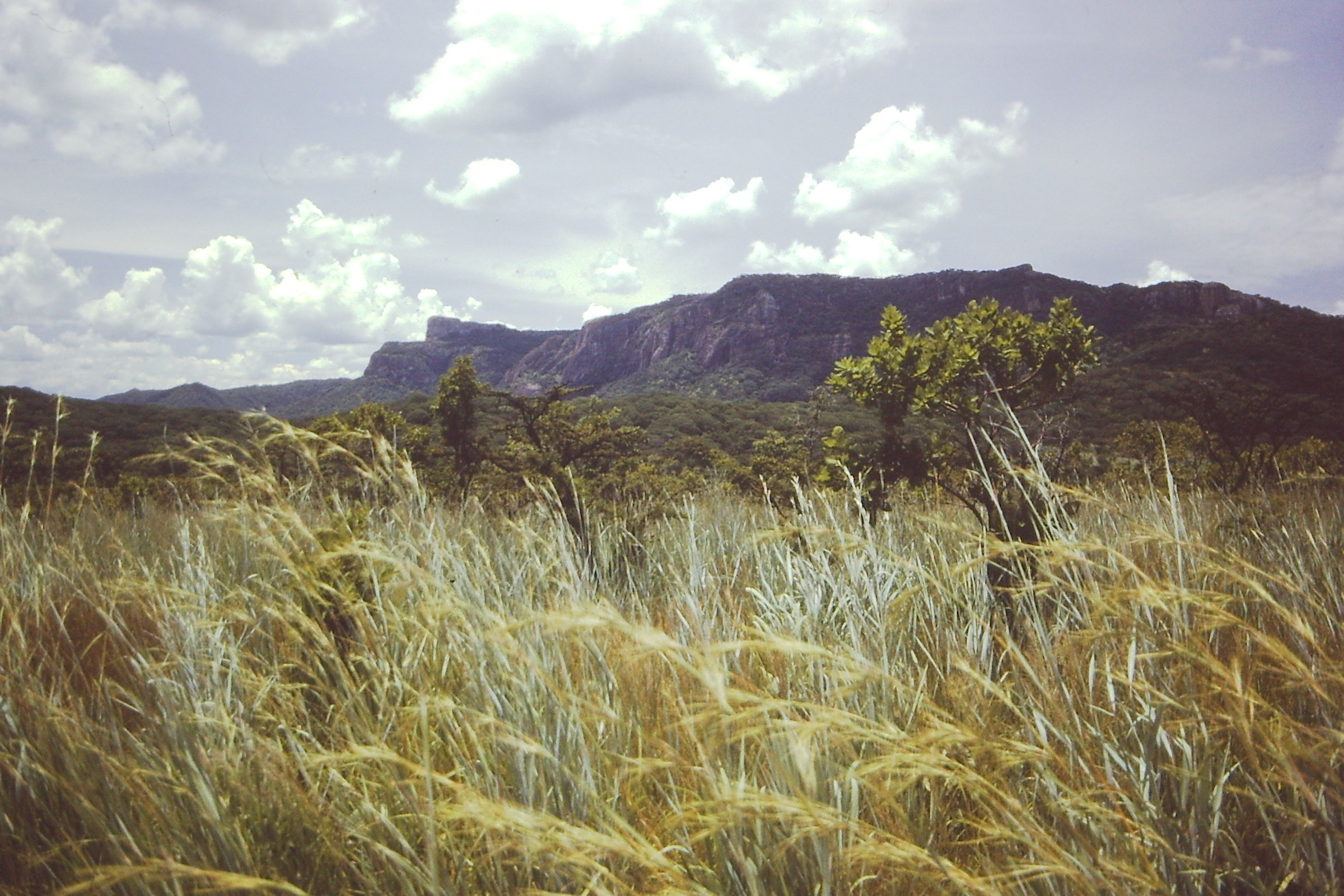
Escarpa do vale do Rifte na margem norte do lago
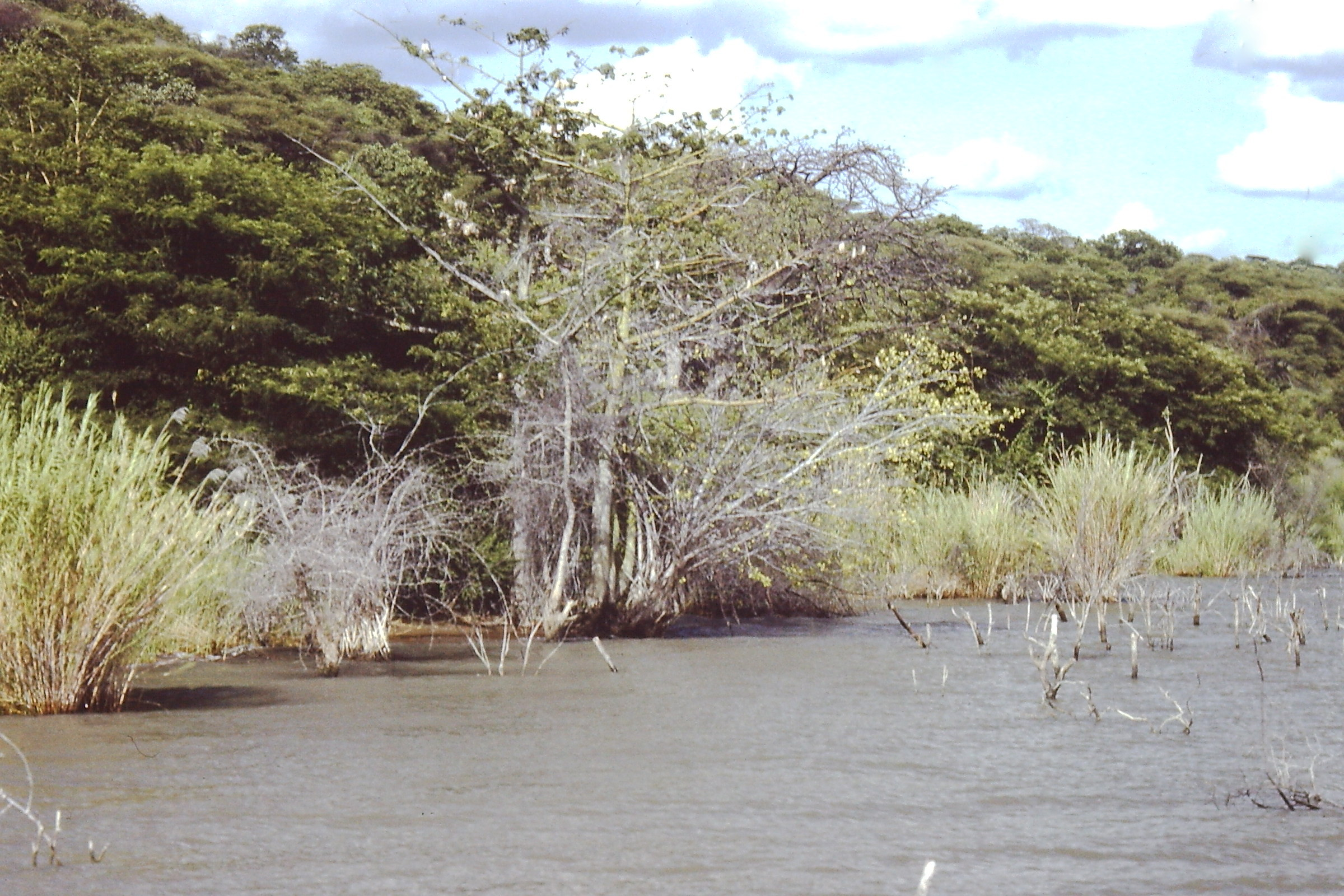
Antiga zona florestada e depois inundada
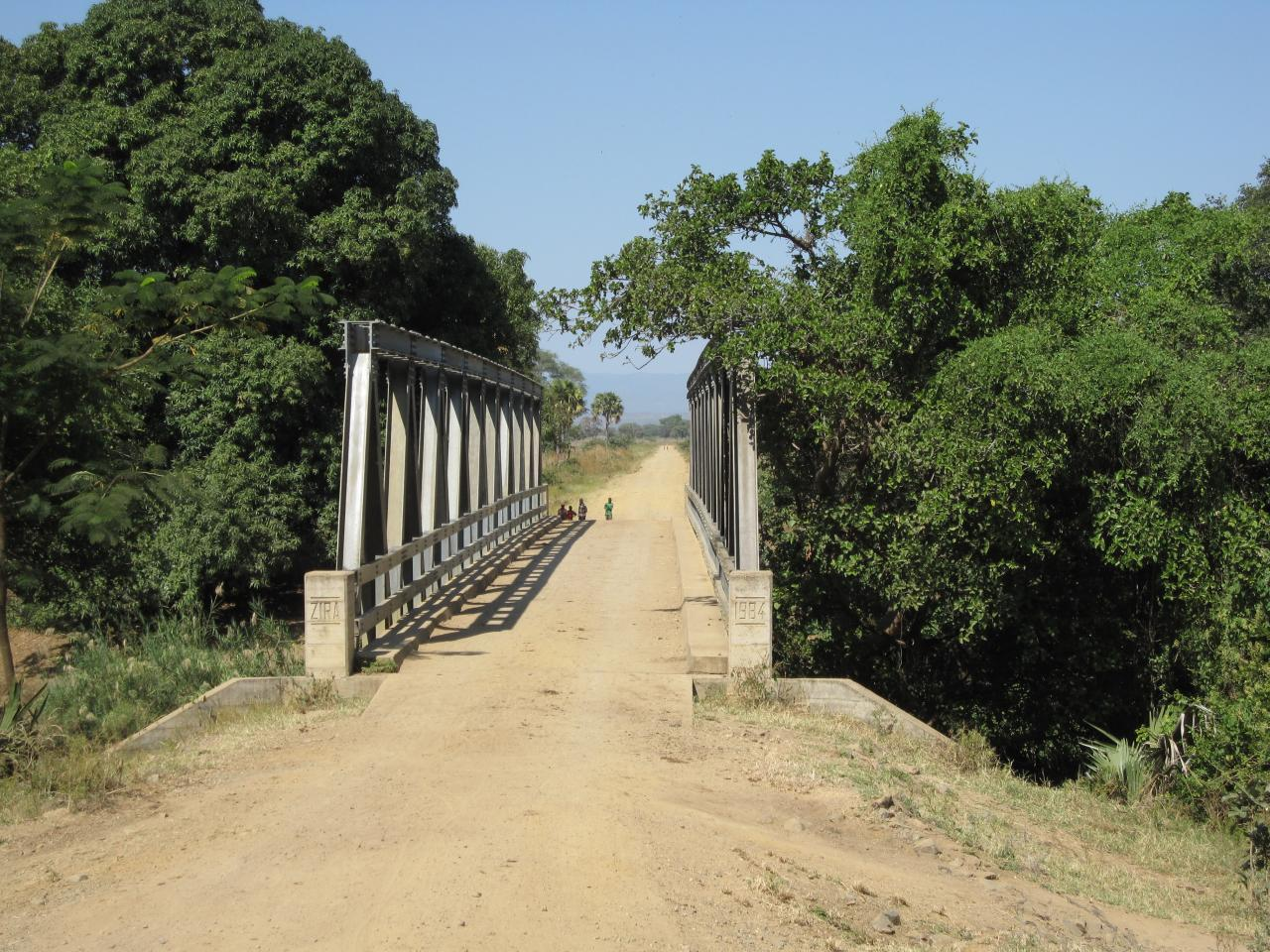
Ponte sobre o rio Zira, entre Kanga e Galula, a sudeste do lago Rukwa
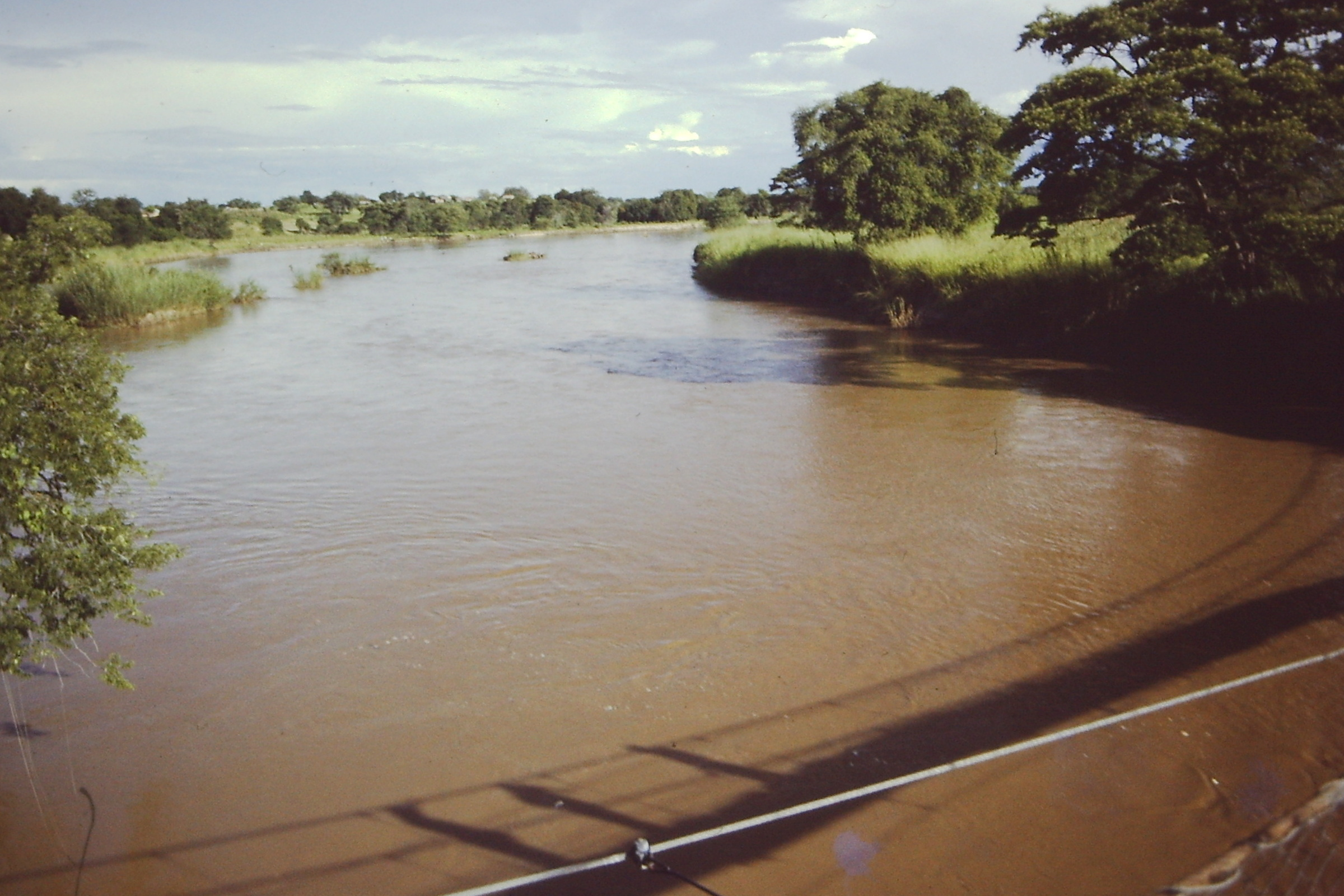
Rio Momba
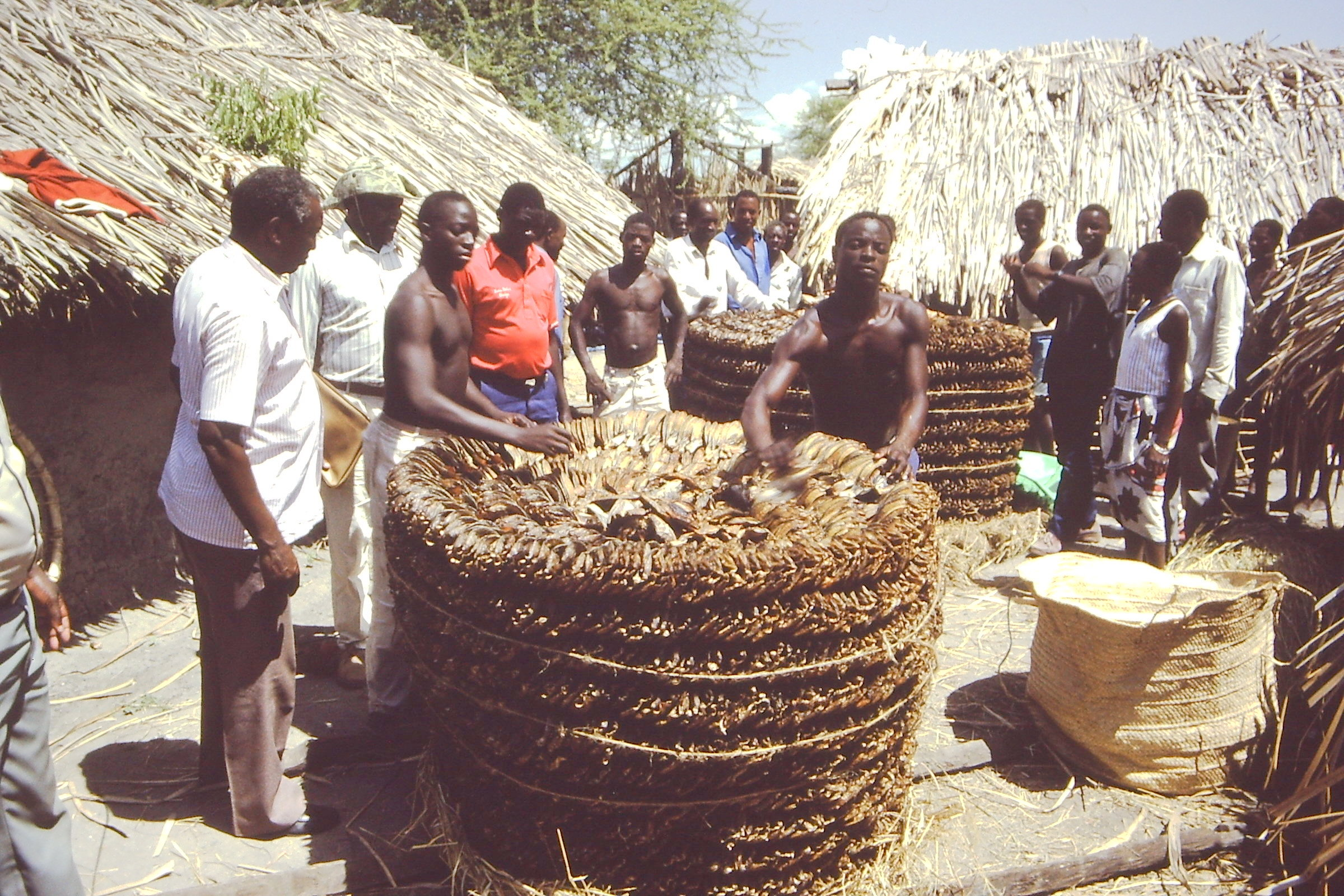
Peixes secos preparados para transporte
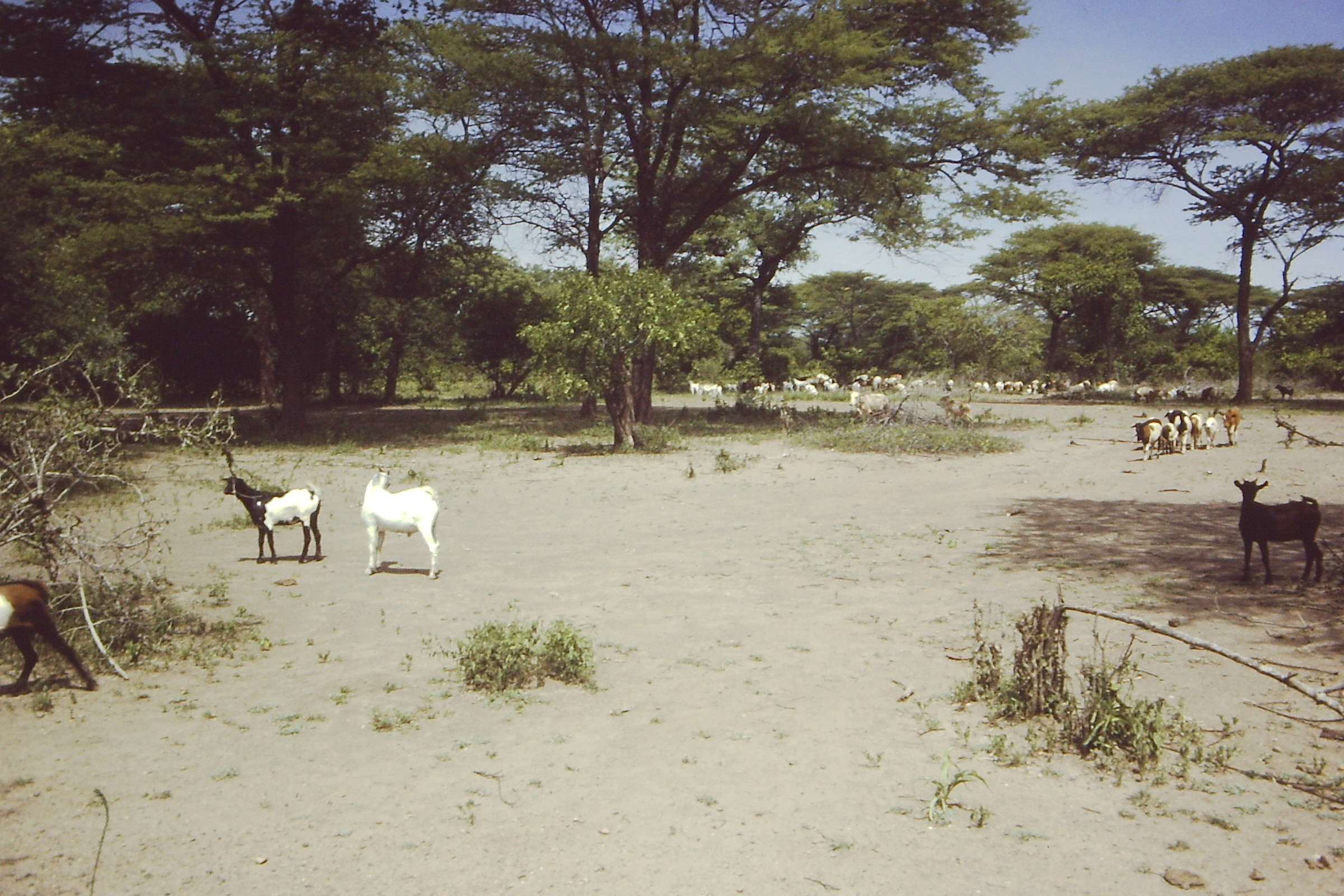
Efeitos de sobrepastoreio nas planícies de Rukwa
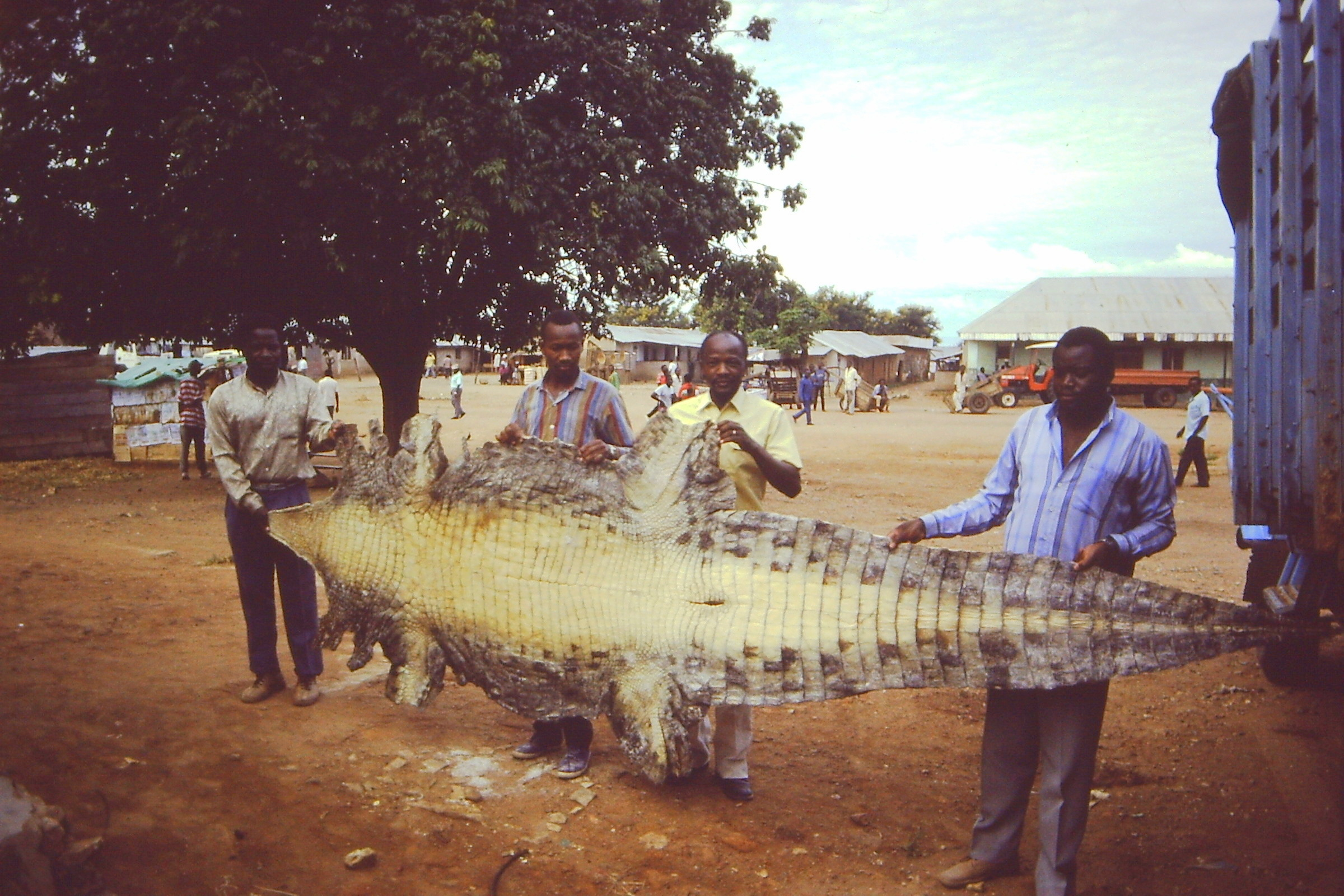
Pele de crocodilo de caça autorizada em Makongolosi
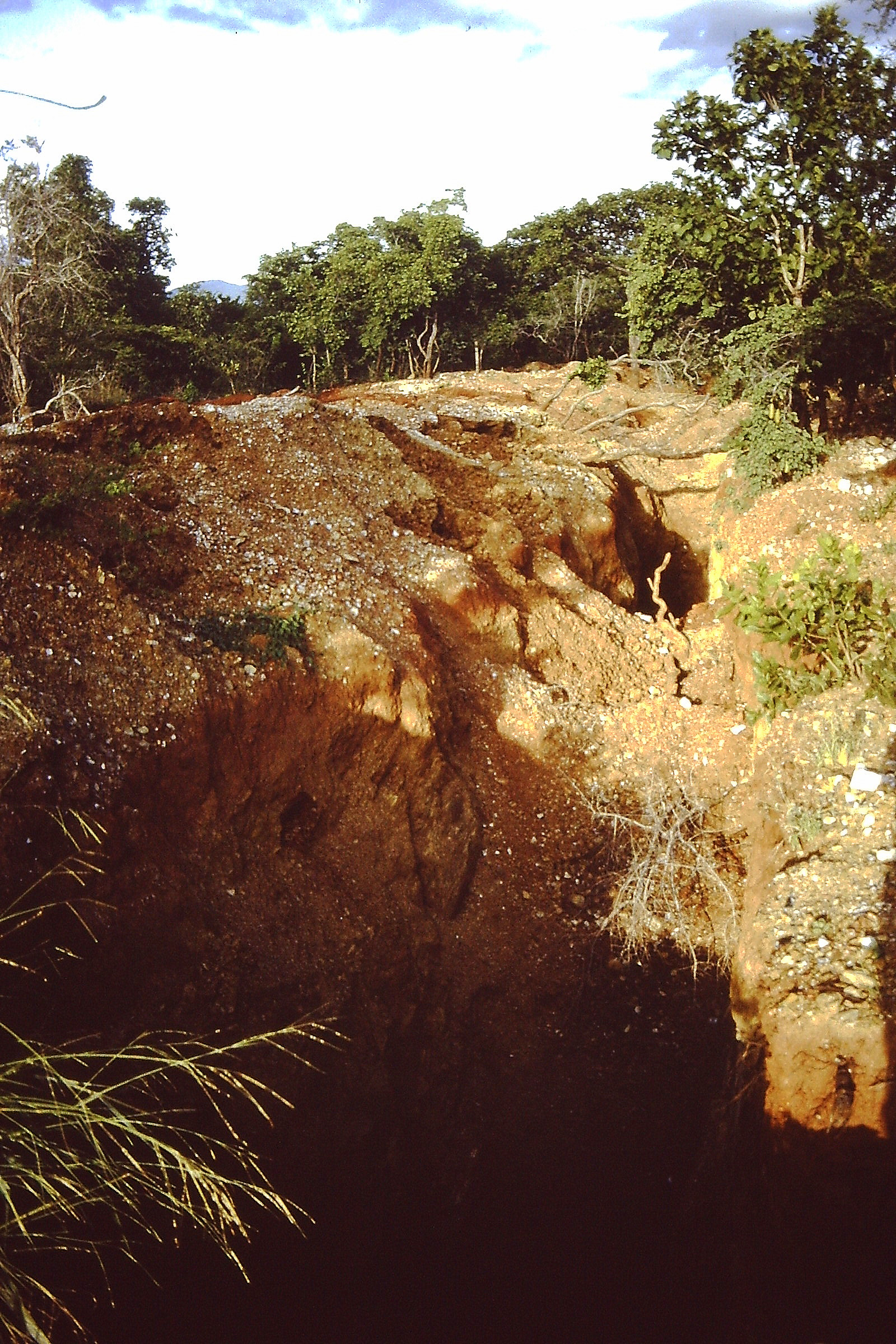
Mineração perto de Makongolosi
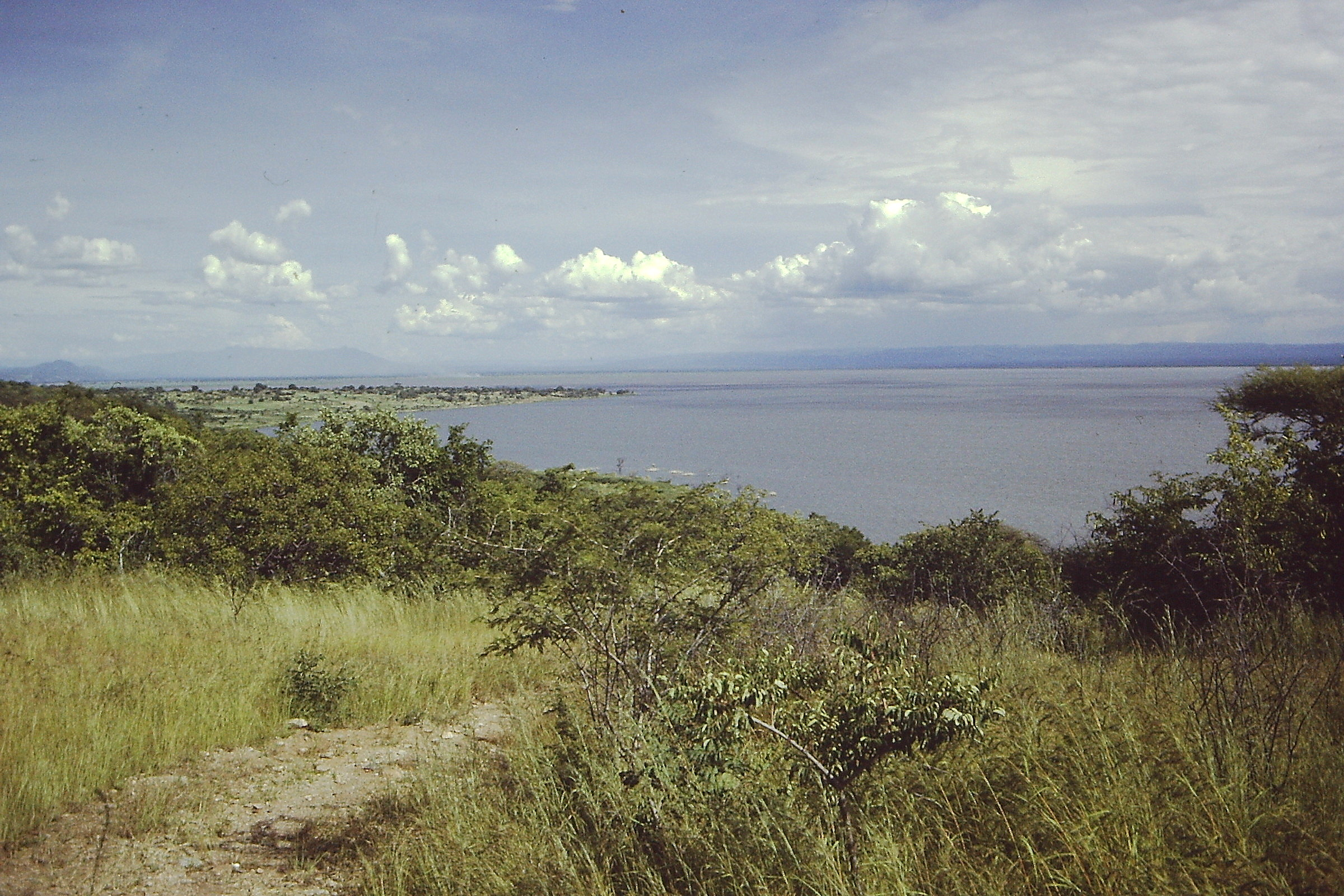
Paisagem do lago Rukwa